# Pranab Mukherjee
Pranab Kumar Mukherjee (bengali: প্রনব কুমার মুখার্জী, Pranab Kumār Mukhārjī; 11 de dezembro de 1935 – 31 de agosto de 2020) foi um político indiano e o 13.º Presidente da Índia, de 25 de julho de 2012 até 25 de julho de 2017.
Estadista indiano e alto dirigente do Congresso Nacional Indiano, ocupou importantes pastas ministeriais no governo da Índia, como ministro das Finanças da Índia, durante a sua carreira política. Além de ministro das Finanças, Mukherjee ocupou as pastas de Defesa e Relações Exteriores e era considerado um dos políticos mais experientes e articulados do Partido do Congresso.
Um colégio eleitoral formado por 4.896 deputados do Parlamento Federal e das assembleias locais em cada estado da Índia elegeu o presidente para um mandato de cinco anos. A votação foi realizada em 19 de julho de 2012, mas o resultado foi revelado apenas 3 dias depois. A então presidente, Pratibha Patil, discreta e pouco conhecida no exterior, foi a primeira mulher no cargo quando foi eleita em 25 de julho de 2007.
Pranab Mukherjee foi casado e teve três filhos.

## Morte
Durante a pandemia de COVID-19, em 10 de agosto de 2020, Mukherjee anunciou no Twitter que tinha testado positivo para COVID-19 antes de uma cirurgia para remover um coágulo de sangue em seu cérebro. Em 12 de agosto, foi internado no hospital após escorregar e cair acidentalmente em seu banheiro.
Em 13 de agosto, o hospital informou que Mukherjee estava em coma profundo depois de ser submetido a uma cirurgia no cérebro; no entanto, seus parâmetros vitais permaneceram estáveis. Em 19 de agosto, o hospital disse que a condição de saúde de Mukherjee havia diminuído porque ele desenvolveu uma infecção pulmonar.
Morreu no dia 31 de agosto de 2020 em Deli, aos 84 anos, devido a complicações causadas pela queda. Sua morte ocorreu depois que o hospital responsável confirmou que sua saúde havia piorado naquele dia, afirmando que ele estava em choque séptico desde o dia anterior, causado por infecção pulmonar.